# Hydroborace
Hydroborace je skupina organických reakcí spočívajících v adici vazeb vodík-bor na dvojné vazby C-C, C-N a C-O a nebo trojné vazby C-C. Hydroborační reakce mají využití v organické syntéze. Za jejich objev a rozvoj organoboranů jako syntetických meziproduktů získal Herbert C. Brown společně s Georgem Wittigem v roce 1979 Nobelovu cenu za chemii.
Hydroboracemi vznikají organoborany, jež mohou reagovat s dalšími látkami za vzniku užitečných produktů, jako jsou alkoholy, aminy a halogenalkany. Nejvíce využívaným druhem reakce organoboranů je oxidace za vzniku alkoholů, prováděná například peroxidem vodíku. Tato reakce vyvolala rozvoj výzkumu hydroborací, protože probíhá za mírných podmínek s velkým množstvím použitelných alkenů. Dalším tématem výzkumu jsou kovy katalyzované hydroborace.

## Navázání vazby H-B na dvojnou vazbu C-C
Hydroborace obykle probíhají proti Markovnikovu pravidlu, vodík se aduje na nejvíce substitutuovaný uhlík dvojné vazby. Obrácená regiochemie oproti běžné adici HX souvisí s polaritou vazeb Bδ+-Hδ−. Hydroborace probíhají přes čtyřčlenné přechodné stavy: atomy vodíku a boru se vážou na stejnou stranu dvojné vazby. Vzhledem k tomu, že je mechanismus soustředěný, tak tvorba vazeb C-B probíhá o něco rychleji než u vazeb C-H. V důsledku toho se u přechodného stavu na atomu boru tvoří částečný záporný náboj a více substituovaný uhlík má částečný kladný náboj, protože karbokation s nábojem na substituovanějším uhlíku je stabilnější. Reakce formálně patří mezi reakce s přesunem skupiny, analýzou orbitalů však bylo zjištěno, že je pseudopericyklická a neplatí u ní Woodwardova–Hoffmannova pravidla pro pericyklické reakce.

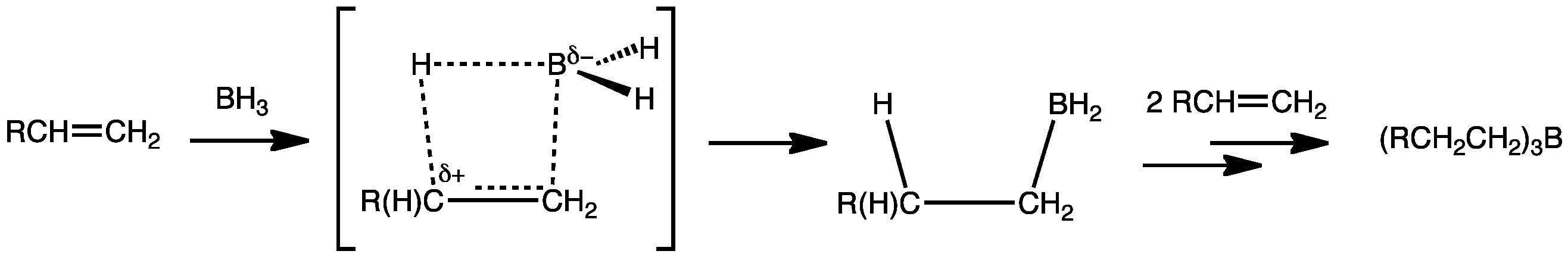
Hydroborace koncového alkenu za vzniku trialkylboranu, s idealizoaným vyobrazením cyklického přechodného stavu

Pokud se jako hydroborační činidlo použije BH3, tak se obvykle vytvářejí monoalkylované borany; to obzvláště platí u méně stericky stíněných malých alkenů. Trisubstituované alkeny snadno tvoří dialkylborany, ovšem další alkylace je kvůli sterickým efektům pomalejší. Tento rozdíl v rychlosti tvorby di-alkyl- a trialkylboranů je výhodný při syntézách objemných boranů, kde může zlepšovat regioselektivitu.

### Reakce substituovaných alkenů
U trisubstituovaných alkenů, jako je 1, se boron přednostně váže na méně substituovaný uhlík.
Podíl druhého produktu, s atomem boru navázaným na více substituovaný uhlík, je obvykle menší než 10 %. Nižší regioselektivity se dosahuje u styrenu, kde je selektivita významně ovlivňována substituentem v poloze para.
Hydroborace 1,2-disubstituovaných alkenů vede většinou k tvorbě dvou produktů v podobných množstvích , a to i tehdy, když mají substituenty výrazně odlišné sterické efekty. U těchto alkenů lze regioselektivity dosáhnout jen tehdy, je-li jedním ze substituentů fenylová skupina, například u trans-1-fenylpropenu, kde se bor váže na uhlík sousedící s fenylovým substituentem. Výše uvedená pozorování naznačují, že adice vazeb H-B na alkeny jsou řízeny více elektronově než stericky.

## Reakce organoboranů
Vazby C-B vytvořené hydroboracemi reagují s mnoha různými sloučeninami, jako například peroxidem vodíku. Jelikož je adice H-B na alkeny stereospecifická, tak bude tato oxidace u trisubstituovaných alkenů diastereoselektivní.
Hydroborace-oxidace jsou tak vhodné k stereospecifické přípravě alkoholů.
Hydroborací lze také připravit aminy reakcemi organoboranových meziproduktů s chloraminem nebo kyselinou O-hydroxylaminsulfonovou.
Koncové alkeny lze přeměnit na odpovídající alkylbromidy a alkyljodidy reakcemi organoboranů s bromem či jodem Tyto reakce se ovšem nestaly oblíbenými, protože sukcinimidové reaktanty, jako jsou NIS a NBS, mají širší využití a používají se za mírnějších podmínek než organoborany.

### Adukty boranů

Borandimethylsulfid (BMS), boranové činidlo často používané při hydroboračních reakcích

Diboran může být získán redukcí fluoridu boritého (BF3) s tetrahydridoboritanem sodným (NaBH4). Jako zdroj BH3 se ovšem nejčastěji používá komplex BH3S(CH3)2 (BMS). Lze jej získat ve vysoce koncentrované podobě.
Dostupný je také adukt BH3(THF), protože BH3 rozpuštěný v THF vytváří 1:1 adukt; ten se pomalu rozkládá.
Adukty boranu s fosfiny a aminy jsou také dostupné, ovšem využívají se méně.
Boran tvoří silný adukt s triethylaminem; jeho použití vyžaduje tvrdší reakční podmínky, což může být, například při hydroboracích trienů, výhodné, protože se tím zabraňuje polymerizaci. Více stericky ovlivněné terciární aminy a silylaminy mohou navazovat boran na alkeny za pokojové teploty.

## Monosubstituované borany

Thexylboran [Me_{2}CHCMe_{2}BH_{2}]_{2} (Me = methyl) je vzácným, ovšem snadno získatelným monoalkylboranem.

Monoalkylborany jsou poměrně neobvyklé. Pokud je alkylová skupina malá, jako v případě methylu, tal monoalkylborany podléhají redistribučním reakcím za vzniku směsí diboranů a di- a trialkylboranů. Monoalkylborany se obvykle vyskytují jako dimery se vzorcem [RBH2]2; jako příklad lze uvést thexylboran (ThxBH2), připravovaný hydroborací 2,3-dimethylbut-2-enu:
B2H6 + 2 Me2C=CMe2 → [Me2CHCMe2BH2]2
Chirálním monosubstituovaným boranem je například monoisopinokamfeylboran. I když bývá často popisován vzorcem IpcBH2, tak vytváří dimer [IpcBH2]2. Připravuje se hydroborací (−)‐α‐pinenu borandimethylsulfidem.
Dostupné jsou také sloučeniny typu RBH2, kde R = alkyl nebo halogenid. Monobrom- a monochlorborany je možné připravit reakcí BMS s příslušnými boritými halogenidy. Stabilní komplex monochlorboranu a 1,4-dioxanu usnadňuje hydroboraci koncových alkenů.

## Disubstituované borany

### Dimesitylboran
Dimesitylboran je dimer se vzorcem (C6H2Me3)2B2H2). S jednoduchými koncovými alkeny reaguje pomalu, zatímco alkyny mohou být pomocí této látky lehce monohydroborovány za vzniku alkenylboranů.

### Disiamylboran
Jedním ze stericky ovlivněných dialkylboranů je disiamylboran, zkráceně Sia2BH; stejně jako dimesitylboran vytváří dimer. Vzhledem ke svým sterickým efektům selektivně hydroboruje stericky méně zatížené, časko koncové, alkeny za přítomnosti více substitutovaných alkenů.
Disiamylboran je třeba připravit těsně před použitím, protože jeho roztoky lze skladovat pouze několik hodin při 0 °C. Tepelně stálejší než Sia2BH je dicyklohexylboran (Chx2BH).

### 9-BBN
Široce použitelným dialkylboranem je 9-borabicyklo(3.3.1)nonan (9-BBN); vyskytující se v podobě dimeru. Lze jej získat destilací za teploty 195 °C a tlaku 1,6 kPa. Reakce využívající 9-BBN obvykle probíhají v rozmezí teplot 60–80 °C, přičemž u většiny alkenů probíhají okolo hodiny. Na tetrasubstituované alkeny se 9-BBN váže za vyšších teplot. Hydroborace alkenů pomocí 9-BBN mívají velmi vysokou regioselektivitu. Látka je více citlivá na sterické efekty než Sia2BH, protože má pevný C8 řetězec. 9-BBN více reaguje s alkeny než s alkyny.

### Ostatní sekundární borany
Dialkylborany nevytvářející silné sterické efekty reagují za pokojové teploty s většinou alkenů a koncových alkynů, je ovšem obtížné je získat ve vysoké čistotě, protože tvoří rovnováhu s mono- a trialkylborany. Jedním z možných způsobů jejich přípravy je redukce dialkylhalogenoboranů hydridy kovů.
Dialkylborany, jako je například diethylboran, se využívají při transmetalacích organických sloučenin boru na organozinečnaté sloučeniny.

### Pinakolboran a katecholboran
Při katalytických hydroboracích se často používají také pinakolboran a katecholboran; vyznačují se vyšší reaktivitou vůči alkynům.
Pinakolboran bývá také používán v bezkatalyzátorových hydroboracích.